# Stadtbrand von Konstantinopel (Juli 1203)

Karte des byzantinischen Konstantinopel

Der Stadtbrand von Konstantinopel, der am 17. und 18. Juli 1203 den Norden der Metropole traf, war das erste von insgesamt drei solchen Großfeuern, die sich im Zuge des Vierten Kreuzzuges in der zu dieser Zeit größten Stadt des Mittelmeerraumes ereigneten. Zugleich gilt das Großfeuer von 1203, eine Brandstiftung der Venezianer unter Führung von Enrico Dandolo, als erster Brand der Hauptstadt des Byzantinischen Reiches, der aus militärischen Erwägungen gelegt wurde. Innerhalb von zwei Tagen wurden rund 50 Hektar dem Erdboden gleichgemacht.

## Ursache
Das Feuer von 1203 wurde von venezianischen Kreuzfahrern gelegt, die versuchten, dem byzantinischen Thronprätendenten Alexios zur Macht im Byzantinischen Reich zu verhelfen. Nachdem die Flotte, durch starke Ostwinde begünstigt, in das Goldene Horn eingedrungen war, und die Venezianer bereits die Mauerabschnitte am Petrion-Tor (Petri kapı) besetzt hatten, wurden sie von starken Kräften zurückgetrieben. Um ihren Rückzug zu decken, zündeten die Venezianer Häuser in der Nähe der Stadtmauer an. Diese Feuer wurden durch den besagten Ostwind weiter angefacht, so dass die Bewohner des Stadtteils sich gezwungen sahen, zu fliehen.

## Schadensumfang
Folgt man dem Geschichtswerk des Niketas Choniates, so zerstörte das Feuer den gesamten Stadtbereich zwischen dem Hügel von Blachernai im Westen bis zum Euergeteskloster im Osten (wohl die heutige Gül Camii, westsüdwestlich des besagten Petriontores), und alles wurde zu Asche bis zum Bezirk Deuteron. Die Quellen aus dem Umfeld der Kreuzfahrer, wenig vertraut mit der Topographie der Metropole, machen hinsichtlich der Ausdehnung keine Angaben, nur Robert de Clari meint, eine Fläche von der Größe der französischen Stadt Arras sei den Flammen zum Opfer gefallen. Von den heutigen Strukturen im betroffenen Gebiet stammt keine aus der Zeit vor 1203. Verschont blieb die Pammakaristos-Kirche östlich des Stadttores. Ähnlich wie Blachernai lag es auf einem Hügel, der das Gebäude möglicherweise schützte. Wahrscheinlich gelang der Schutz auch dadurch, dass die Mönche Löschwasser aus der nahe gelegenen Zisterne gewinnen konnten. Ähnliches gilt für die große, offene Zisterne des Aetius, die den Bezirk Deuteron vor Schlimmerem bewahrte. So überstand auch das Prodromos-Kloster den Großbrand, ebenso wie das Nikolaus-Kloster.
Bereits nach einem Tag konnte das verheerende Feuer gelöscht werden. Ein Gebiet von etwa 50 ha Fläche wurde zerstört. Als es den Kreuzfahrern am 12. April 1204 gelang, in die Stadt einzudringen, konnten sie ihre Zelte in dem völlig leeren Gebiet aufbauen. Damit wurden ihnen zugleich Straßenkämpfe erspart.